# Władysław Walentynowicz
Władysław Walentynowicz (ur. 24 sierpnia 1902 w Jaransku, zm. 25 marca 1999 w Sopocie) – polski pianista, kompozytor, pedagog i działacz muzyczny.

## Życiorys
Urodził się w 1902 roku w Jaransku (Rosja). Muzyki uczył się w Tomsku i Barnaule (Syberia), następnie w Moskwie w Szkole Muzycznej Gniesinych (Helena Gniesina, Rajnhold Glier). W latach 1924–1930 studiował w Konserwatorium Muzycznym w Warszawie: fortepian u Antoniego Dobkiewicza i Józefa Turczyńskiego (dyplom 1930) oraz kompozycję u Kazimierza Sikorskiego. 
Przed wojną występował na estradach krajowych, w Filharmonii Warszawskiej oraz w Polskim Radio jako akompaniator i solista. Współzałożyciel warszawskiej szkoły muzycznej „Kolegium Muzyczne”, którą prowadził do roku 1939. W latach 1931–39 był także aktywny na polu twórczości kompozytorskiej.
Po wojnie w czerwcu 1945 roku został oddelegowany przez Departament Szkolnictwa Muzycznego, Kultury i Sztuki na Wybrzeże Gdańskie w celu organizowania szkolnictwa muzycznego. Przez kilkadziesiąt lat działał tam jako pianista-kameralista, akompaniator estradowy i radiowy, pedagog oraz organizator życia muzycznego. 22 lipca 1945 założył Gdański Instytut Muzyczny z siedzibą w Sopocie – prywatną szkołę muzyczną, subsydiowaną przez państwo. W roku szkolnym 1946/47 został on podzielony na Państwową Średnią Szkołę Muzyczną oraz Niższą Szkołę Muzyczną. 
Od roku 1950 pracował w Państwowej Wyższej Szkole Muzycznej w Sopocie (później przeniesionej do Gdańska), nauczając akompaniamentu, następnie fortepianu i instrumentacji. W latach 1951–1952 pełnił funkcję rektora uczelni. Był to okres kryzysu, zmierzającego do jej likwidacji. Po roku, gdy niebezpieczeństwo zostało zażegnane, kontynuował pracę jako pedagog na stanowisku docenta. W latach 1952–1972 pełnił nieprzerwanie funkcję dziekana Wydziału Instrumentalnego. Mimo przejścia na emeryturę w roku 1972 nadal pracował w gdańskiej Państwowej Wyższej Szkole Muzycznej do r. 1979. 
Założyciel i długoletni prezes gdańskiego oddziału Stowarzyszenia Polskich Artystów Muzyków, członek Związku Kompozytorów Polskich, kierownik muzyczny Polskiego Radia w Gdańsku. Autor licznych kompozycji fortepianowych, wokalnych i instrumentalnych (solowych i kameralnych).
Pochowany na cmentarzu katolickim w Sopocie (kwatera C4-B-27).

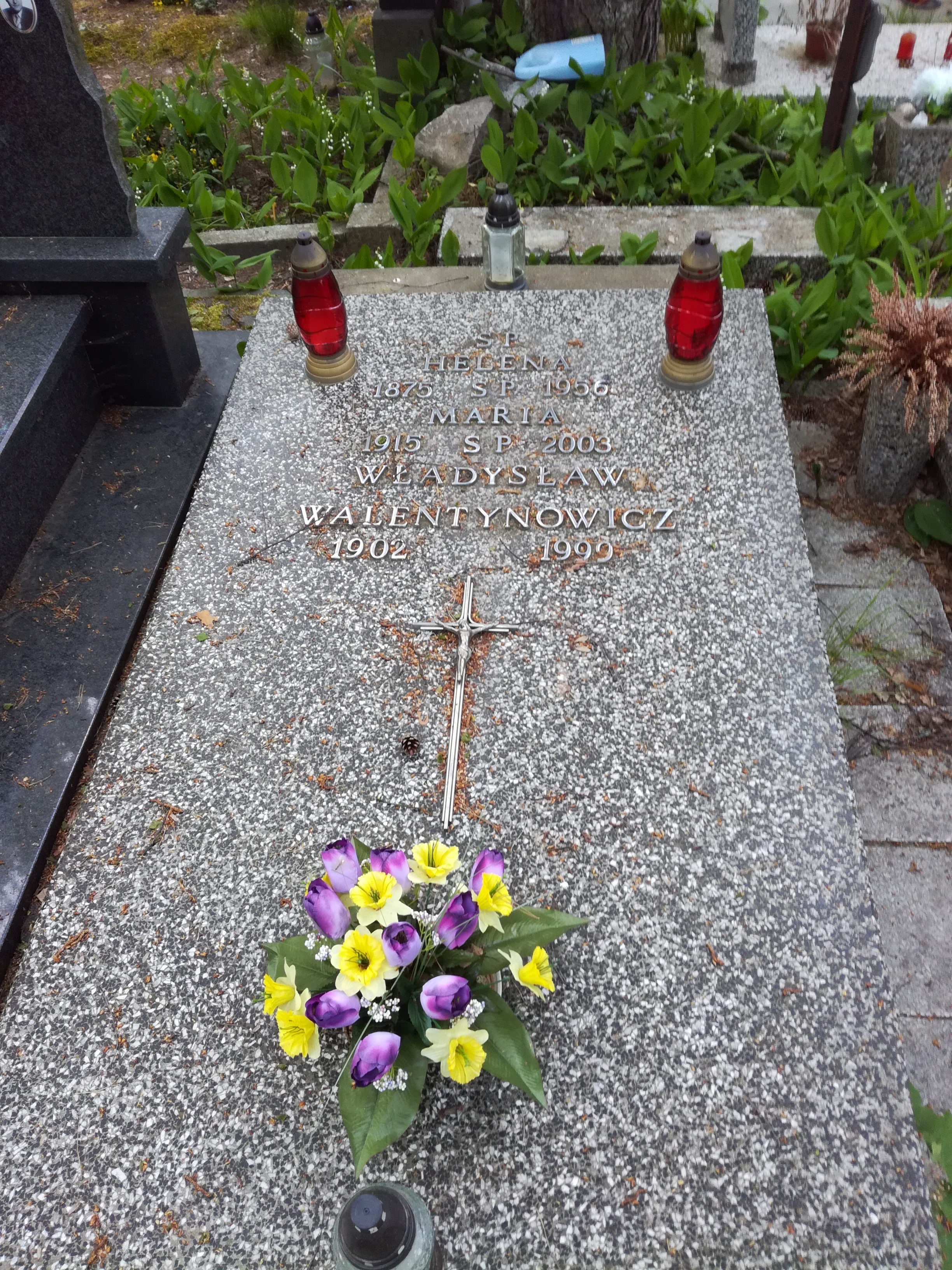
Grób Władysława Walentynowicza na cmentarzu katolickim w Sopocie